# オシマール・デ・アウメイダ・ジュニオール
ジュニオール・ウルソ（Junior Urso）こと、オシマール・デ・アウメイダ・ジュニオール（Ocimar de Almeida Júnior、1989年3月10日 - ）は、ブラジル・サンパウロ州出身のサッカー選手。オーランド・シティSC所属。ポジションはミッドフィールダー。

## 経歴

### クラブ

#### 山東魯能
2014年、コリチーバFCから中国サッカー・スーパーリーグの山東魯能へ完全移籍することが発表された。

#### アトレチコ・ミネイロ
2016年からアトレチコ・ミネイロへ期限付き移籍した。

#### 広州富力
2017年から中国サッカー・スーパーリーグの広州富力へ完全移籍することが発表された。